# 岡崎市立鳥川小学校
岡崎市立鳥川小学校（おかざきしりつ とっかわしょうがっこう）は、かつて愛知県岡崎市鳥川町にあった公立小学校。

## 概要

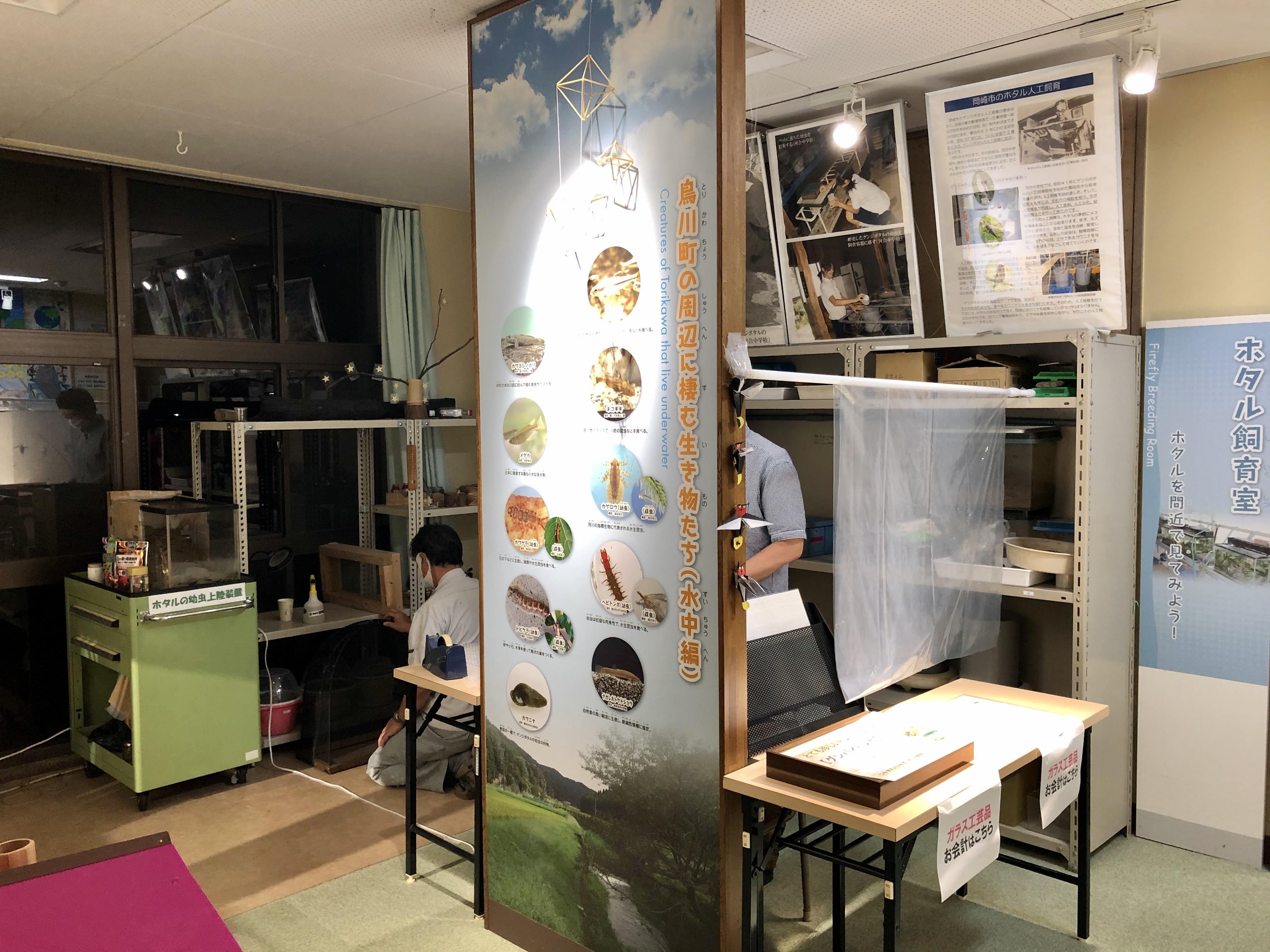
岡崎市ホタル学校のホタルの飼育室

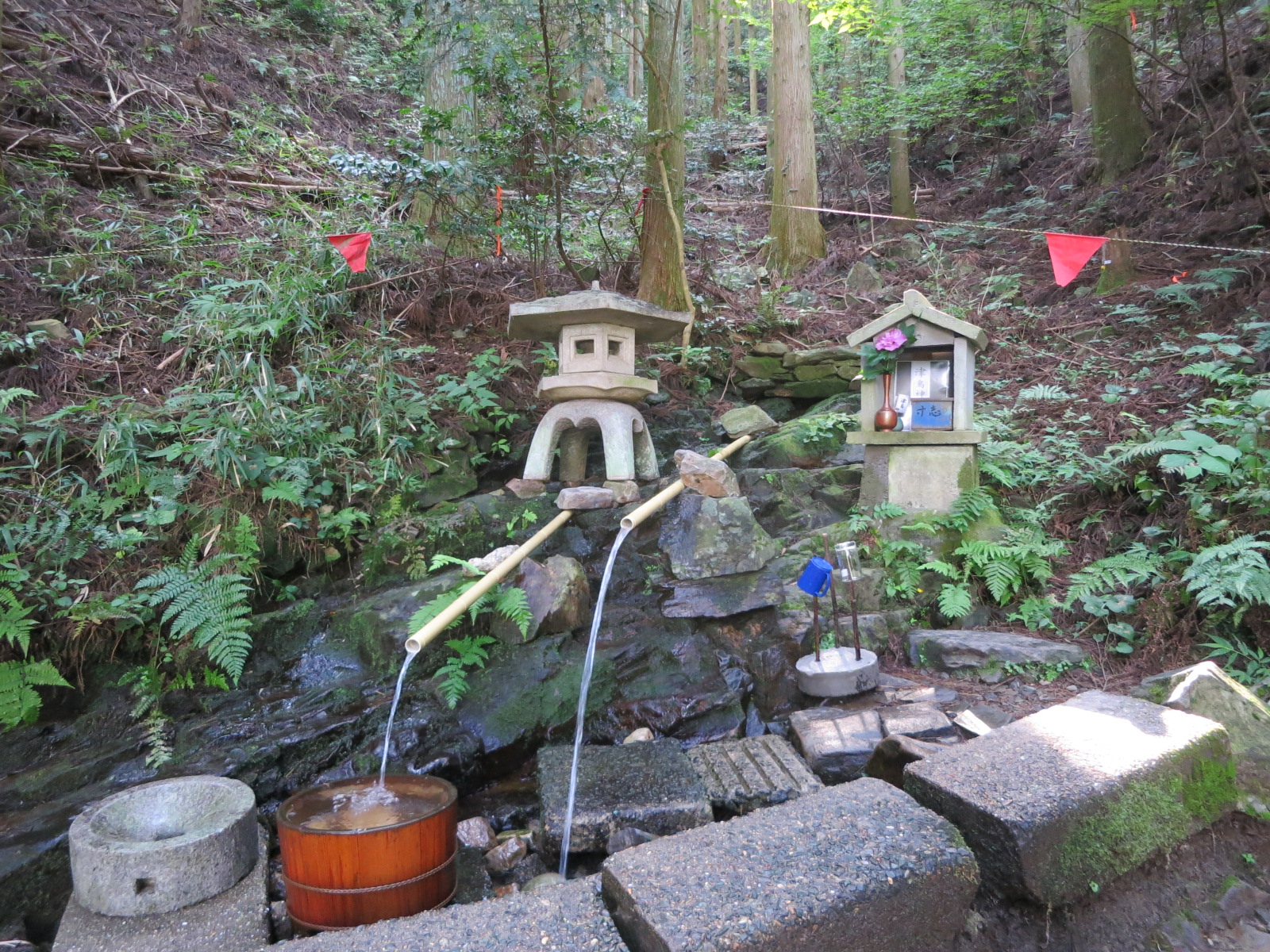
鳥川ホタルの里湧水群

2010年4月に岡崎市立豊富小学校へ統合された。統合直前の全校児童数は6人だった。
閉校後校舎は整備され、2012年4月に「岡崎市ホタル学校」に生まれ変わった。同校は市の環境部環境保全課が管理し、建物の中に鳥川ホタル保存会の事務局がある。
岡崎市の市街地から遠く離れており、学校周辺は山と森に囲まれている。2016年3月31日、鳥川町の「鳥川ホタルの里湧水群」が、環境省の主催する名水百選選抜総選挙で「秘境地として素晴らしい名水」部門の1位に選ばれた。